# Adolf Miesz
Adolf Miesz (* 16. März 1888 in Wien; † 21. August 1955 ebenda) war ein österreichischer Fußballschiedsrichter.

## Sportlicher Werdegang
Der aus dem Wiener Stadtteil Dornbach stammende Miesz schloss sich dem Wiener Sport-Club an, wo er als Torwart spielte. Dabei suchte er anfangs via Zeitungsinserat nach potentiellen Gegnern für die WSC-Jungmannschaft. Später war er als Leichtathlet aktiv und gehörte zu den Handballpionieren in Wien. In den 1920er Jahren gehörte er dem Vorstand des Sport-Clubs an, später auch beim Eishockeyklub Pötzleinsdorfer Sportklub und dessen Nachfolger EK Engelmann Wien.
Miesz leitete ab den 1920er Jahren regelmäßig als Schiedsrichter Partien in der 1. Liga. Im Mai 1928 debütierte er bei einem Länderspiel, als er das Aufeinandertreffen von Frankreich und England im Stade de Colombes (1:5) leitete. 1931 kam er erstmals mit der deutschen Nationalmannschaft in Berührung, als er deren 4:2-Heimsieg im Stadion der Stadt Hannover gegen Dänemark pfiff. Neben Länderspielen leitete er in der Folge auch Städtespiele sowie Partien im Mitropapokal. Zunächst ab Mitte der 1930er Jahre nicht mehr bei Länderspielen im Einsatz, kam er nach dem Anschluss Österreichs zu einem besonderen Spieleinsatz im Juni 1941: Als der eigentlich für die Leitung des Spiels zwischen Deutschland und Kroatien vorgesehene Schiedsrichter nicht in Wien erschien, übernahm er – obwohl Angehöriger einer der beiden beteiligten Verbände – im „heimischen“ Praterstadion das Schiedsrichteramt. Im November 1942 meldete das Fachamt Fußball Miesz neben Peco Bauwens, Robert Beinlich, Fritz Bouillon, Helmut Fink, Albert Müller, Alois Pennig, Wilhelm Raspel, Adolf Reinhardt, Fritz Rühle, Gerhard Schulz und Egon Zacher der FIFA als einen von zwölf deutschen Schiedsrichter für mögliche Länderspieleinsätze.  Da kriegsbedingt die ersten Runden im Tschammer-Pokal zunehmend regional ausgetragen wurden, war er oftmals mit der Leitung der entsprechenden Erst- und Zweitrundenpartien betraut. Zudem leitete er Spiele zwischen Auswahlmannschaften der Regionalverbände aus den Reichsgauen. Seinen letzten internationalen Länderspieleinsatz verbuchte er im Duell zwischen Ungarn und Schweden im November 1943, die vom Zweiten Weltkrieg weitgehend verschonten Skandinavier setzten sich dabei in Budapest mit 7:2 durch.
Ab 1940 war Miesz Obmann des Wiener Schiedsrichterwesens. Nach Kriegsende war er weiters für den ÖFB tätig, dort wurde er 1949 zum Vorsitzenden des Schiedsrichterausschusses gewählt.
Miesz' 1927 verstorbener Bruder Eduard spielte ebenfalls für den Wiener Sport-Club.